# Гуменний Сергій Євгенійович
Гуменний Сергій Євгенійович (нар. 11 лютого 1992) — український спортсмен, академічний веслувальник, бронзовий призер літньої Універсіади у Казані. Навчається у Вінницькому аграрному університеті.

## Біографія

### Універсіада 2013
На літній Універсіаді, яка проходила з 6-о по 17-е липня у Казані, Сергій предсталяв Україну в академічному веслуванні в одиночних запливах. та завоював бронзову нагороду.
У попередніх запливах українець посів четверте місце (7:43.41), що дозволило йому змагатись у втішному запливі за вихід до півфіналу. Там він покращив результат, показвши другий час (8:09.79). Друге місце гарантувало Гуменному потрапляння до півфінаду, дистанцію у якому здолав першим (7:11.41). У фіналі спортсмен показав результат 7:28.53. Чемпіоном став Міндаугас Грісконіс із Литви, який подолав 2000 метрів за 7 хвилин 18,32 секунди. Срібну медаль виграв мексиканець Патрік Ернест Лолігер (7.23,94)

## Державні нагороди
- Медаль «За працю і звитягу» (25 липня 2013) — за досягнення високих спортивних результатів на XXVII Всесвітній літній Універсіаді в Казані, виявлені самовідданість та волю до перемоги, піднесення міжнародного авторитету України[5]